# Nikolàievka (Stari Oskol)
|  | Per a altres significats, vegeu «Nikolàievka». |

Nikolàievka - Николаевка (rus) - és un poble de l'óblast de Bélgorod, a Rússia. El 2010 tenia 176 habitants. Pertany al districte (raion) de Stari Oskol.